# فرنان الوک
 فرناند هول‌وک (انگلیسی: Fernand Holweck؛ زاده ۲۱ ژوئیهٔ ۱۸۹۰ درگذشته ۲۴ دسامبر ۱۹۴۱) یک فیزیک‌دان اهل فرانسه بود.